# Dmytriwka (obwód kirowohradzki)
Dmytriwka (ukr. Дмитрівка) – wieś na Ukrainie, w obwodzie kirowohradzkim, w rejonie kropywnyckim. W 2001 liczyła 4250 mieszkańców, spośród których 3809 posługiwało się językiem ukraińskim, 366 rosyjskim, 16 mołdawskim, 1 bułgarskim, 30 białoruskim, 14 ormiańskim, 6 romskim, 1 polskim, a 7 innym.

## Urodzeni
- Aleksandr Andriejew, radziecki działacz partyjny.